# Amalialaan 39 (Baarn)
Villa Amalialalaan 39 was een gemeentelijk monument in Baarn in de provincie Utrecht. 
De wit bepleisterde villa aan de Amalialaan had twee daken die haaks op elkaar stonden. Rechts was een erker aangebouwd. De achtzijdige hekpijlers kwamen in Baarn niet veel voor. Het pand werd sinds 2013 gebruikt als bedrijfsruimte. 
Eind november begin december 2016 werd het pand afgebroken. Dit gaf commotie omdat critici stelden dat de karakteristieke villa door een vergissing van de gemeentelijke monumentenlijst was verdwenen. In het  Baarn ArchitectuurOnderzoek uit 1978 kreeg het pand nog een rapportcijfer 9. Ook werd het pand genoemd in Baarn, geschiedenis en architectuur. Met een advies uit 2016 om de villa op de Baarnse monumentenlijst te plaatsen werd echter niets gedaan. De eigenaar gaf aan dat sloop de enige mogelijkheid nadat er asbest was aangetroffen.